# HD10646
HD10646 — хімічно пекулярна зоря спектрального класу A7, що має видиму зоряну величину в смузі V приблизно 10,0.
Вона  розташована на відстані близько 1069,4 світлових років від Сонця.